# Teatro delle Muse
Il Teatro delle Muse di Ancona è il più grande delle Marche e il 13º in Italia per capienza. Si trova nel centro della città, nei pressi di uno degli ingressi principali del porto. Vi si svolge una stagione operistica e di balletto, una di musica sinfonica, una concertistica e una di prosa, oltre ad una rassegna jazz.
L'edificio, in stile neoclassico, è stato inaugurato nel 1827 ed è opera dell'architetto Pietro Ghinelli. Sul timpano, opera dello scultore neoclassico Giacomo De Maria, è presente un bassorilievo che rappresenta le nove Muse dalle quali il teatro prende il nome, Apollo, dio delle arti, e Palemone, dio dei porti. La scena illustra allegoricamente la nascita del teatro anconitano: le Muse lasciano saltuariamente la loro dimora sul Parnaso (che si intravede nello sfondo) per ispirare gli artisti del teatro di Ancona, posto sulle rive del porto (simboleggiato da Palemone appoggiato all'aplustre di una nave dell'epoca greca e romana).
Nel 1943, i bombardamenti della Seconda guerra mondiale danneggiarono la copertura e ciò comportò l'interruzione delle attività del teatro, durata poi ben 59 anni. Negli anni settanta l'edificio subì la demolizione della sala e la costruzione di strutture in cemento armato. Dopo lunghi lavori, il teatro venne nuovamente inaugurato, con una sala moderna, nel 2002.
All'interno dell'edificio è presente anche un ridotto da 180 posti.

## Storia

### Antefatti
Il primo edificio in città espressamente destinato ad essere usato come teatro fu inaugurato il 6 maggio 1665 con il nome di Teatro dell'Arsenale con Il Giasone di Cavalli; esso fu distrutto nel novembre 1709 da un grave incendio.
Due anni dopo fu inaugurato un nuovo edificio con il nome di Teatro della Fenice (il nome ricordava la ricostruzione sulle ceneri del precedente edificio). Una buona parte dei costi per la costruzione del nuovo teatro fu coperta dalle donazioni di facoltose famiglie di Ancona che, in cambio, entrarono a far parte della nobiltà cittadina.
Nel 1714 al Teatro della Fenice suonava il celebre violinista Giuseppe Tartini che qui elaborò un modo nuovo di suonare il violino scoprendo il fenomeno del terzo suono (toni risultanti o toni di Tartini) ovvero della risonanza della terza nota dell'accordo, quando si fanno sentire le due note superiori.
Quando il Teatro della Fenice mostrò i segni di un irreparabile degrado, si decise di costruire un nuovo edificio. Furono presentate diverse soluzioni, una delle quali prevedeva che il teatro fosse realizzato in Piazza Grande (ora P. del Plebiscito). Il 12 febbraio 1819, una commissione apposita decise per la collocazione attuale, al posto del medioevale Palazzo del Bargello, che fu quindi demolito.

### Il Teatro delle Muse nell'Ottocento e nel Novecento

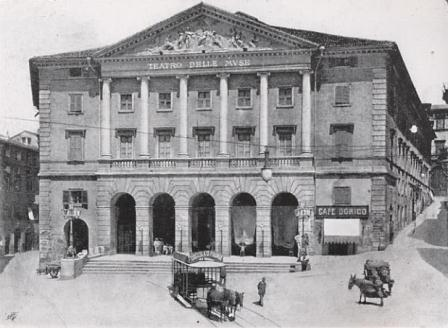
Il teatro in una foto di fine '800.

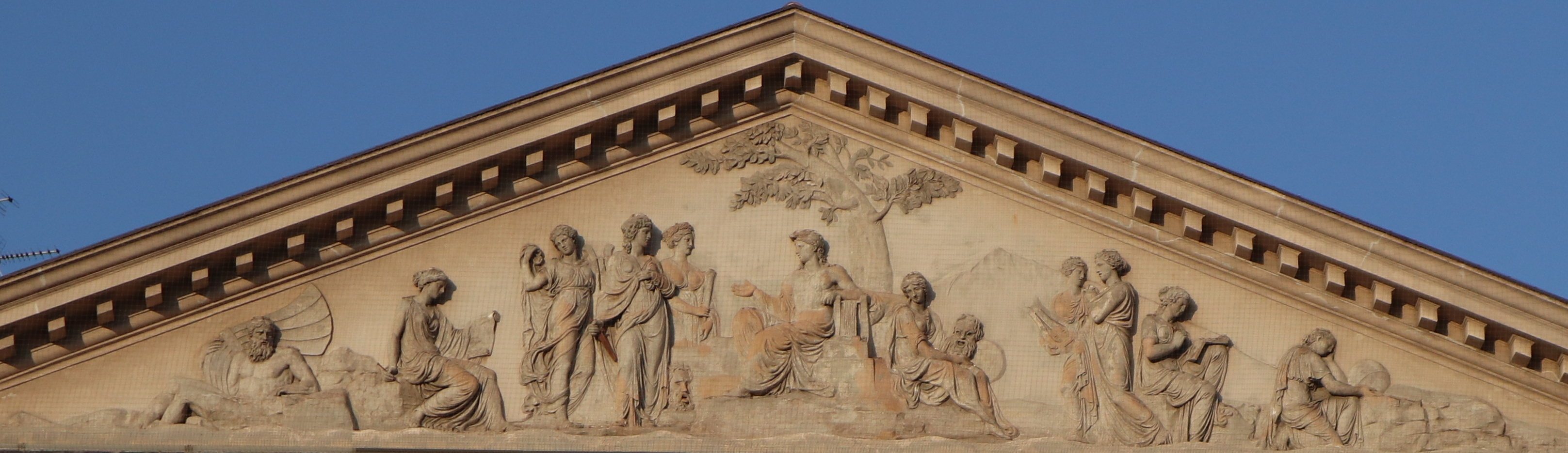
Il frontone del teatro, con le sculture di Giacomo De Maria. Esse rappresentano (da sinistra a destra): Palemone, Clio, Tersicore, Melpomene, Euterpe, Apollo, Talia, Erato, Polimnia, Calliope, Urania. Ogni personaggio è rappresentato con gli attributi che ne permettono l'identificazione.

Il progetto per il Teatro delle Muse venne redatto in stile neoclassico dall'architetto Pietro Ghinelli. Come nel caso del teatro La Fenice, anche questa volta ci fu un notevole aiuto economico da parte della popolazione e dall'Associazione dei palchettisti, ovvero delle famiglie che in cambio del finanziamento ricevevano la proprietà di un palco.
I lavori iniziano nel 1822 e l'inaugurazione avvenne il 28 aprile 1827 con due opere di Gioachino Rossini: Aureliano in Palmira e Ricciardo e Zoraide. La sala aveva una forma di ferro di cavallo con quattro ordini di palchi ed un loggione, il palco aveva una dimensione di 23 m × 17 m, l'acustica era considerata fra le migliori.
Durante la prima fase dell'attività del teatro (durata 116 anni) furono proposti oltre 360 lavori operistici, con più di 3.460 allestimenti. L'ultima rappresentazione di questa prima fase ci fu durante l'occupazione tedesca.
Il sipario rappresentava un momento fondamentale della storia cittadina: l'imperatore Traiano che sfilava trionfalmente sotto l'arco a lui dedicato, per celebrare la vittoria nelle guerre daciche. La scelta di raffigurare questo episodio intendeva ricordare il ruolo di Ancona come porta d'Oriente, aperta verso nuovi orizzonti geografici e culturali.
All'interno del Teatro trasferì la propria sede il Casino Dorico, società fondata nel 1806, ritrovo culturale e mondano della nobiltà cittadina; nelle sue sale si organizzavano feste danzanti, competizioni di poesia e di canto, concerti, ricevimenti e conferenze.
Fra il 1881 e il 1949 la piazza antistante fu sede di uno dei principali capolinea della rete tranviaria di Ancona, a sottolineare l'importanza del teatro.
Il 1º novembre 1943 un bombardamento dell'aviazione inglese danneggiò la copertura dell'edificio, che dovette interrompere così la sua attività.
Il restauro iniziò solo nei primi anni sessanta; suscitò molte critiche la decisione di demolire e ricostruire la sala interna con strutture moderne lasciando intatti solo le facciate esterne, lo scalone d'onore, l'atrio e il salone delle feste. Anche a causa di queste polemiche, oltre che per problemi sorti con la società dei palchettisti, il progetto venne accantonato.
Le sale del Casino Dorico, non toccate dalla guerra, vennero decorate in stile Art Déco dall'architetto Leonello Cipolloni e al loro interno continuarono a svolgersi feste e incontri culturali; naturalmente questi incontri erano ormai aperti a tutta la cittadinanza, e non solo ai nobili.

### Il Teatro delle Muse oggi

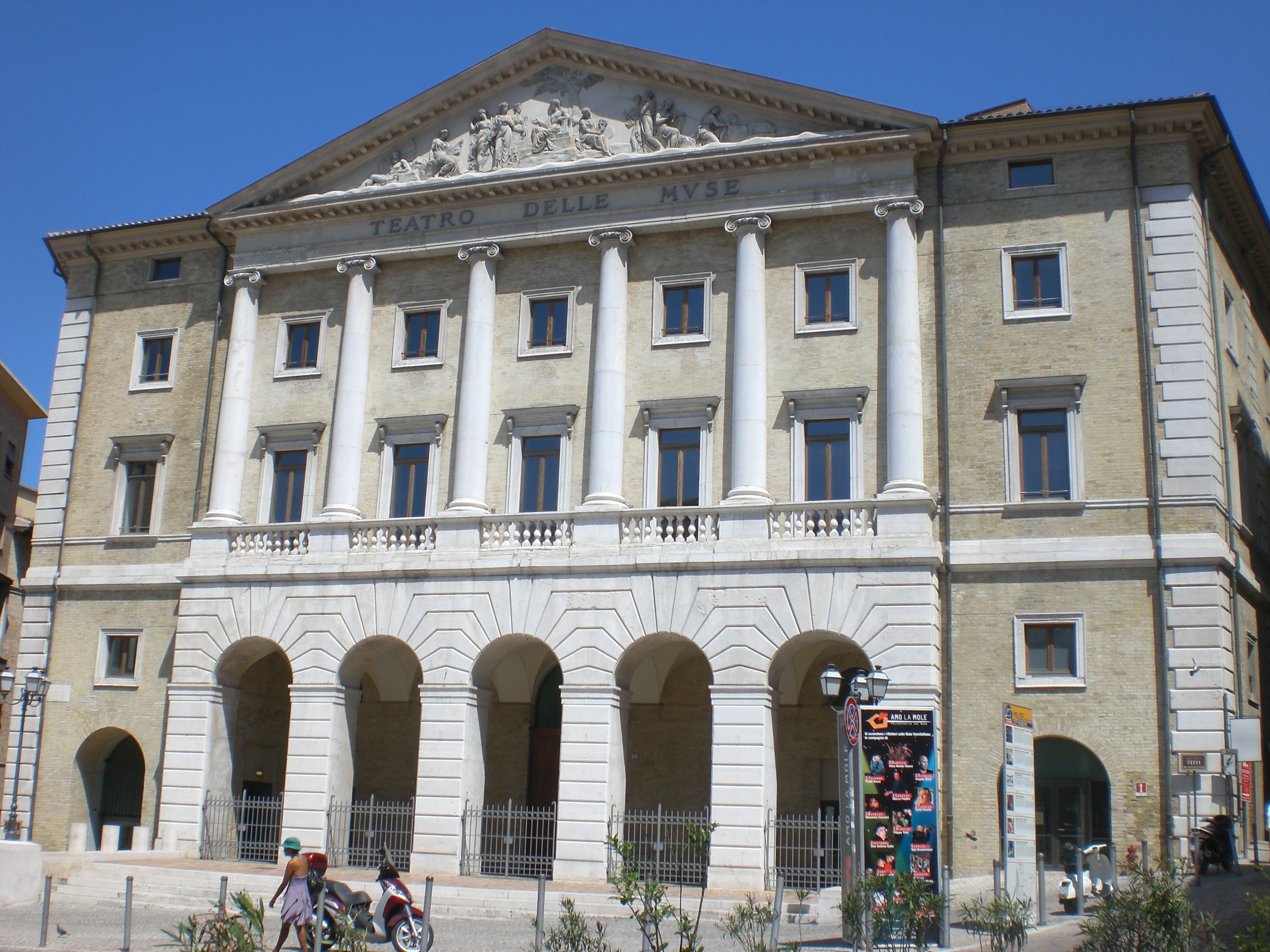
La facciata restaurata.

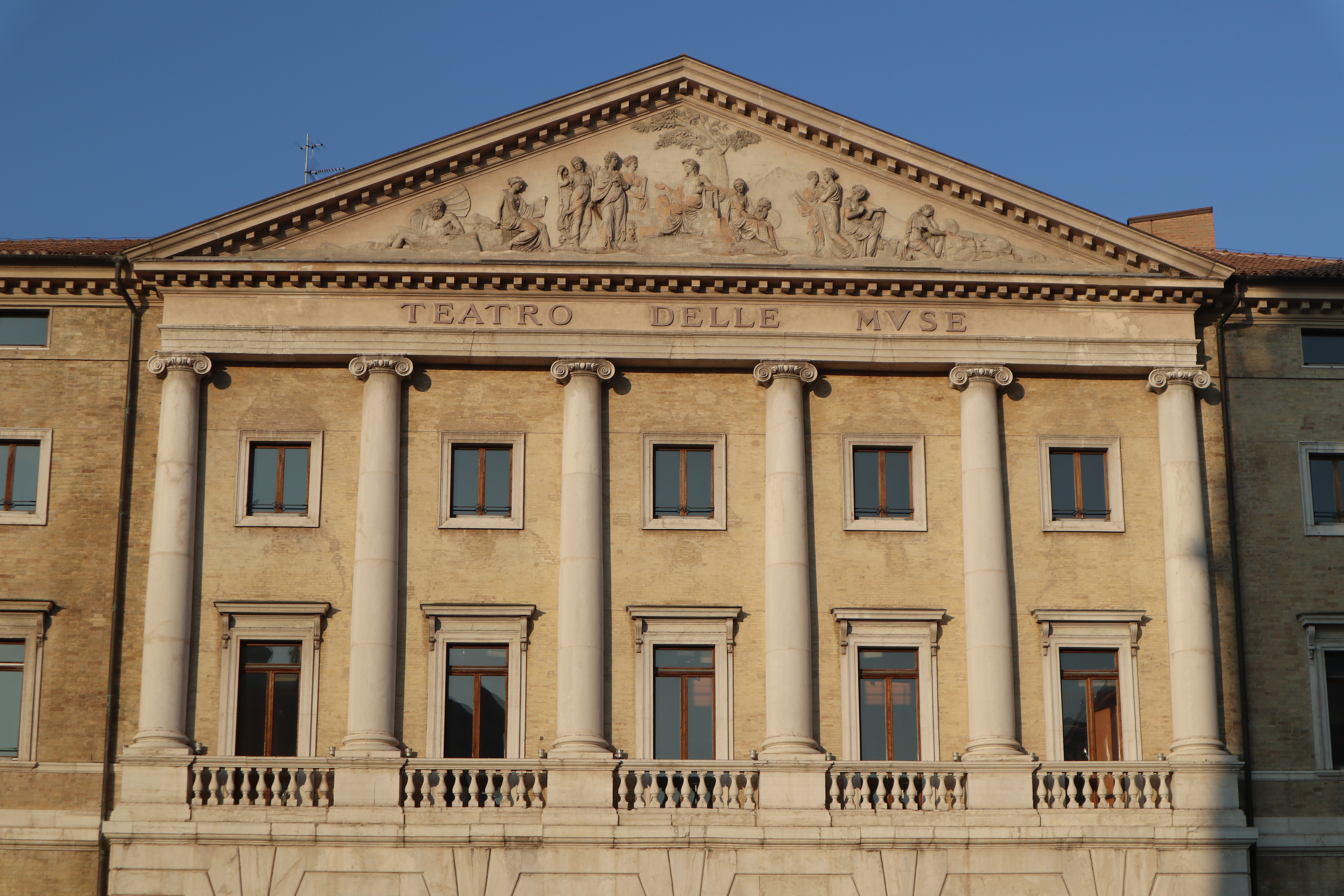
Particolare della facciata.

Successivamente venne elaborato il progetto che portò al teatro attuale, affidato agli architetti Danilo Guerri e Paola Salmoni; esso ha previsto il restauro di ciò che rimaneva del teatro ottocentesco e la realizzazione di una sala moderna concepita come una grande piazza. Venne realizzato anche un sipario tagliafuoco su disegno di Valeriano Trubbiani.
Il teatro venne finalmente riaperto al pubblico il 13 ottobre 2002, dopo 59 anni. L'evento tanto atteso da tutta la cittadinanza fu sentito dai cittadini come uno storico segno di rinascita culturale e di riscatto. Il concerto inaugurale fu diretto dal maestro Riccardo Muti. Durante il concerto inaugurale il maestro Riccardo Muti si complimentò con la città per la tenacia con la quale perseguì l'obiettivo di riaprire il proprio massimo teatro; non risparmiò però critiche al progetto realizzato, per il fatto che aveva portato all'installazione di ringhiere che impedivano una buona visibilità a numerosi spettatori. Le ringhiere furono successivamente modificate. Il programma del concerto inaugurale fu il seguente: ouverture del Guglielmo Tell di Rossini, Il bacio della fata di Stravinskij, e la Sinfonia n. 5 in mi minore di Čajkovskij.
Particolarmente apprezzato fu il sipario tagliafuoco di Trubbiani che, unico nel suo genere, fu pensato come opera d'arte e non come mero ausilio di sicurezza. È ispirato al precedente sipario ottocentesco e raffigura con ironia il trionfo di Traiano, con un gigantesco sole raggiato che simboleggia la ritrovata vitalità del Teatro.
Il tenore anconitano Franco Corelli, assurto a fama mondiale, era presente all'inaugurazione del 2002. Dopo la sua morte lo si volle ricordare ponendo alla sommità dello scalone ottocentesco d'ingresso un busto, opera dello scultore Guido Armeni, e un ritratto in abiti di scena; inoltre il nome di Corelli si affiancò al titolo ufficiale del Teatro.
Attualmente il Teatro delle Muse ospita una stagione operistica che ha una risonanza anche nazionale, soprattutto per le nuove produzioni, che poi vengono esportate in altri teatri italiani. Inoltre è sede del Teatro Stabile delle Marche (uno dei diciassette teatri pubblici nazionali), dell'Orchestra Filarmonica Marchigiana (una delle tredici Istituzioni Concertistiche Orchestrali italiane riconosciute dal Ministero per i Beni e le Attività Culturali), della Corale Marchigiana Vincenzo Bellini.
Un settore dell'edificio accoglie un centro di documentazione, che conserva testimonianze della secolare attività del Teatro delle Muse e raccoglie la documentazione delle stagioni più recenti.
Durante l'estate 2018 ha ospitato le Audizioni di Italia's got talent.

## Il teatro nella letteratura
Il Teatro delle Muse compare nelle pagine del giallo Sherlock Holmes, anarchici e siluri, di Joyce Lussu. All'interno del suo salone delle feste, mentre si svolge una conferenza di Arturo Vecchini, avvengono importanti azioni di spionaggio che non sfuggono al celebre investigatore privato che fa la conoscenza del noto scienziato anconetano Luigi Paolucci.

## Stagioni operistiche

### Ottocento e Novecento

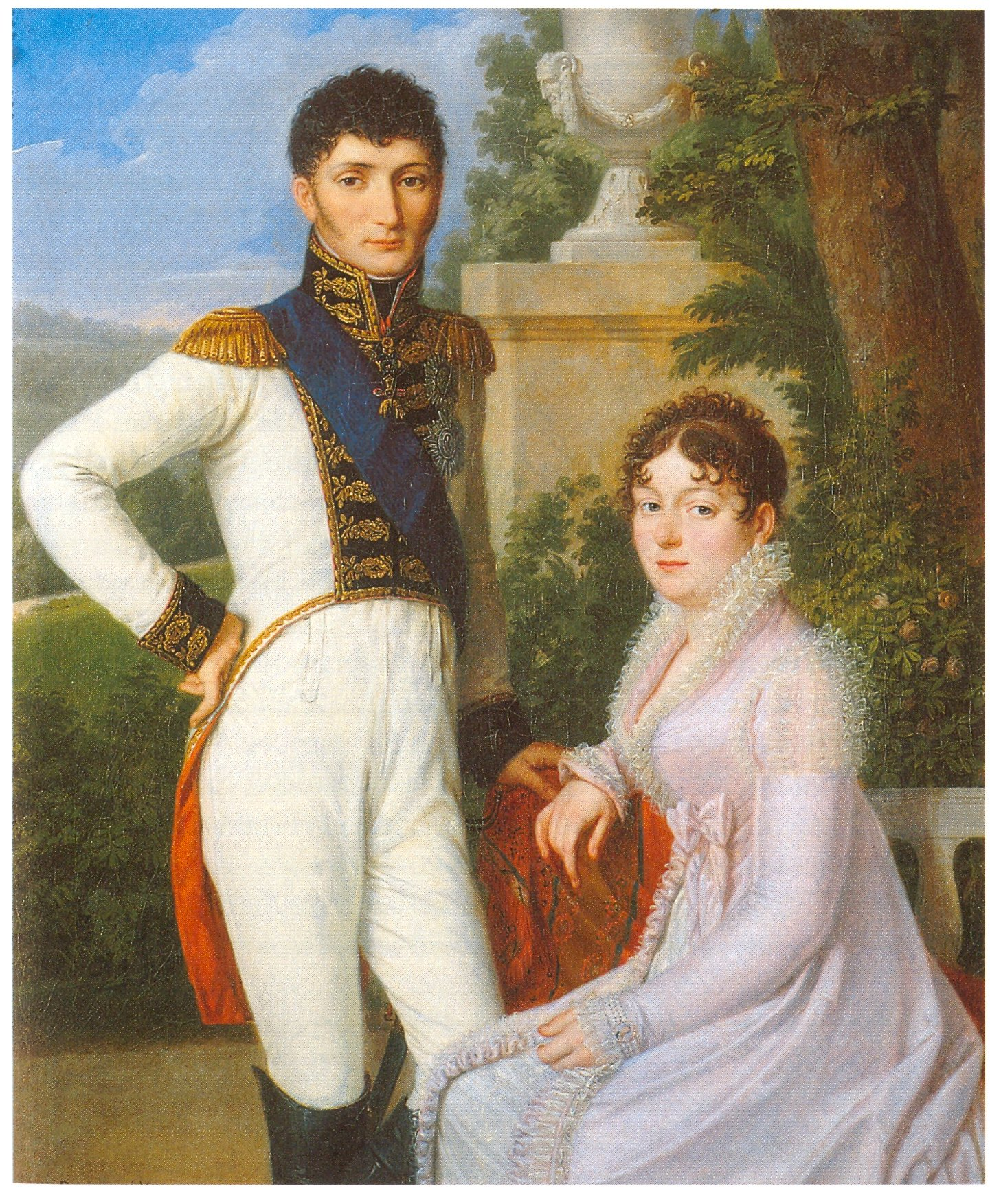
Girolamo Bonaparte, presente all'inaugurazione delle Muse nel 1827

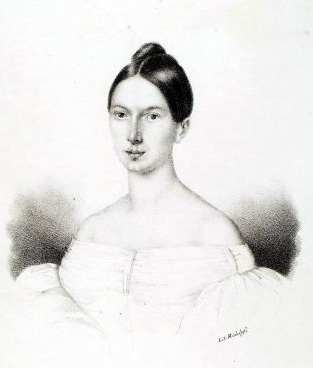
Il soprano Carlotta Ungher, che cantò alle Muse nel 1835

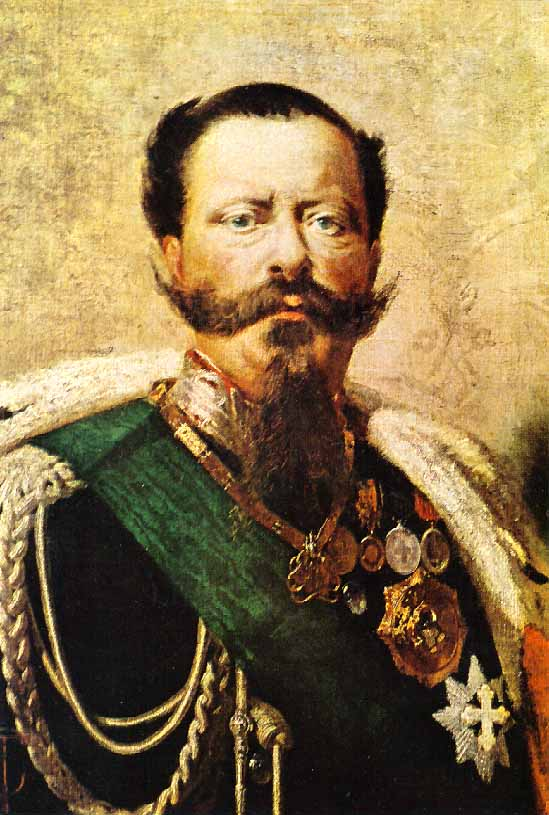
Re Vittorio Emanuele II, presente alla prima del 1861

Nella prima fase di attività del teatro (1827-1943) si tenevano due stagioni liriche annuali. La principale era in primavera, in coincidenza con le festività di S. Ciriaco, e prevedeva la rappresentazione di opere serie e di balletti; era d'obbligo l'allestimento di scenografie nuove e la scelta di artisti di fama riconosciuta. Durante il carnevale, allora celebrato con particolare sfarzo, si teneva una stagione dedicata ad opere buffe o semiserie.
Tra le stagioni passate si ricordano le seguenti, per particolare importanza.
- 1827

Stagione inaugurale del teatro; la prima (Aureliano in Palmira di Gioachino Rossini) vede la presenza nel pubblico del principe Girolamo Bonaparte, fratello di Napoleone.
- 1828

Andarono in scena altre due opere di Rossini: L'assedio di Corinto e la Semiramide
- 1829

Tra le altre opere, fu rappresentato il melodramma Giulietta e Romeo, di Nicola Vaccaj; il ruolo di Romeo fu sostenuto dall'applauditissima Clorinda Corradi, uno dei più celebri contralti italiani della prima metà dell'Ottocento.
- 1835

Tra le altre rappresentazioni della stagione si ricorda la Ines de Castro, tragedia lirica di Giuseppe Persiani. Il soprano fu Carlotta Ungher, di cui Rossini disse: «la Unger possiede l'ardore del sud, l'energia del nord, polmoni di bronzo, voce d'argento e talento d'oro»; il tenore era Luigi Duprez e il basso Carlo Porto.
- 1856

In occasione di un centenario riguardante il patrono cittadino S. Ciriaco, si tenne una stagione straordinaria, con la rappresentazione di due opere di Giuseppe Verdi: il Trovatore e della versione censurata de I vespri siciliani: la Giovanna di Guzman; si era infatti ancora sotto occupazione austriaca e l'opera fu giudicata dagli occupanti troppo patriottica. Si esibì, ricevendo ampi consensi, il tenore Giacomo Galvani. Il balletto vide la presenza della celebre ballerina Augusta Maywood.
- 1861

Grande stagione allestita in occasione dell'annessione di Ancona al Regno d'Italia e della visita del suo primo re Vittorio Emanuele II: fu inaugurata con l'opera di Giuseppe Verdi Il trovatore, alla presenza del sovrano, salutato con "un tuono di applausi e di evviva".
- 1873

Colossale rappresentazione dell'Aida il 3 maggio; era la quinta volta in assoluto che si rappresentava quest'opera.
- 1877

Fu rappresentato il Mefistofele di Arrigo Boito, con il celebre basso Nannetti.
- 1927

Stagione straordinaria, che celebrò il primo centenario della costruzione del teatro.
- 1943

L'ultima volta che si levò il palcoscenico delle Muse nel XX secolo fu durante l'occupazione tedesca, per uno spettacolo di varietà al quale parteciparono le truppe occupanti. Si cantò, tra l'altro, Lili Marlene e Ho un sassolino nella scarpa, di Gorni Kramer.

### Dopo il Duemila
Si riporta per intero l'elenco delle stagioni liriche tenute alle Muse dopo la seconda inaugurazione, avvenuta nel 2002.
- 2002-2003
  - Idomeneo, di Wolfgang Amadeus Mozart
  - Lucia di Lammermoor, di Gaetano Donizetti
  - Madama Butterfly, di Giacomo Puccini (nuova produzione)
  - Canto di Pace, commissione d'opera su parole di S. S. Giovanni Paolo II e musica di Marco Tutino (nuova produzione)
- 2003-2004
  - Il re pastore, di Wolfgang Amadeus Mozart (nuova produzione)
  - Un ballo in maschera, di Giuseppe Verdi (nuova coproduzione, con il Teatro Verdi di Trieste)
  - L'Enfance du Christ, oratorio di Hector Berlioz (nuova produzione)
  - Tosca, di Giacomo Puccini (nuova coproduzione, con l'Arena di Verona)
- 2004-2005
  - The Flood, di Igor' Fëdorovič Stravinskij
  - L'Enfant et les sortilèges, di Maurice Ravel (nuova coproduzione, con l'Arena di Verona)
  - Norma, di Vincenzo Bellini (nuova produzione)
  - La bohème, di Giacomo Puccini (nuova coproduzione, con il Teatro Bellini di Catania)
- 2005-2006
  - Il ratto dal serraglio, di Wolfgang Amadeus Mozart (nuova coproduzione, con il Teatro Lirico di Cagliari)
  - Elegia per Giovani Amanti, di Hans Werner Henze (nuova coproduzione, con il Teatro S. Carlo di Napoli)
  - Roberto Devereux, di Gaetano Donizetti
  - Il trovatore, di Giuseppe Verdi (nuova coproduzione con il Teatro Comunale di Bologna e il Circolo Portuense di Porto)
- 2006-2007
  - Il pirata, di Vincenzo Bellini (nuova produzione)
  - Nabucco, di Giuseppe Verdi
- 2007-2008
  - Neues von Tage, di Paul Hindemith (nuova produzione)
  - La traviata, di Giuseppe Verdi (nuova produzione)
- 2008-2009
  - L'Imperatore Jones, di Louis Gruenberg (nuova produzione)
  - Rigoletto, di Giuseppe Verdi (nuova produzione)
- 2009-2010
  - Andata e Ritorno, di Paul Hindemith / L'Ora Spagnola, di Maurice Ravel (nuova produzione)
  - Lucrezia Borgia, di Gaetano Donizetti (in forma di concerto)
  - Don Giovanni, di Wolfgang Amadeus Mozart
- 2010-2011
  - Così fan tutte, di Wolfgang Amadeus Mozart, su libretto di Lorenzo da Ponte
  - Don Pasquale di Gaetano Donizetti[10]
- 2011-2012
  - Le nozze di Figaro, di Wolfgang Amadeus Mozart (nuova produzione)[11].
- 2012-2013
  - Madama Butterfly, di Giacomo Puccini (nuova produzione)
  - Cavalleria rusticana, di Pietro Mascagni (nuova produzione)
- 2015
  - La bohème, di Giacomo Puccini (nuova produzione)
  - Falstaff, di Giuseppe Verdi (in coproduzione con Ravenna Teatri)
- 2016
  - Lucia di Lammermoor, di Gaetano Donizetti
  - Tosca, di Giacomo Puccini.
- 2017
  - Carmen, di Georges Bizet
  - Il barbiere di Siviglia, di Gioachino Rossini
- 2018
  - Un ballo in maschera, di Giuseppe Verdi
  - La Cenerentola, di Gioachino Rossini
- 2019
  - La traviata, di Giuseppe Verdi (in coproduzione con Daegu Opera House e IMG artists)
  - La sonnambula, di Vincenzo Bellini (nuova produzione)
- 2020 (opera da camera - a causa della pandemia da COVID-19)
  - Il maestro di cappella, di Domenico Cimarosa e altre prove d'orchestra
  - Pépito , di Jacques Offenbach
  - Marc'Antonio e Cleopatra, di Johann Adolf Hasse
- 2021 (opera da camera - a causa della pandemia da COVID-19)
  - Concerto lirico in omaggio a Franco Corelli nel centenario della nascita
  - Il giovedì grasso, di Gaetano Donizetti
  - Il conte Ugolino, di Gaetano Donizetti (completamento dell'orchestrazione di Marcello Pepe a cura di Paola Magnanini - prima esecuzione assoluta)
  - Gianni Schicchi, di Giacomo Puccini
- 2022
  - Attila, di Giuseppe Verdi
  - Il matrimonio segreto, di Domenico Cimarosa
- 2023
  - Il flauto magico, di Wolfgang Amadeus Mozart
  - La tragédie de Carmen, di Peter Brook, dall'opera Carmen di Georges Bizet
- 2024
  - Nabucco, di Giuseppe Verdi
  - Madama Butterfly, di Giacomo Puccini